# Voyria chionea
Voyria chionea är en gentianaväxtart som beskrevs av George Bentham. Voyria chionea ingår i släktet Voyria och familjen gentianaväxter. Inga underarter finns listade i Catalogue of Life.